# Philippe Gilbert

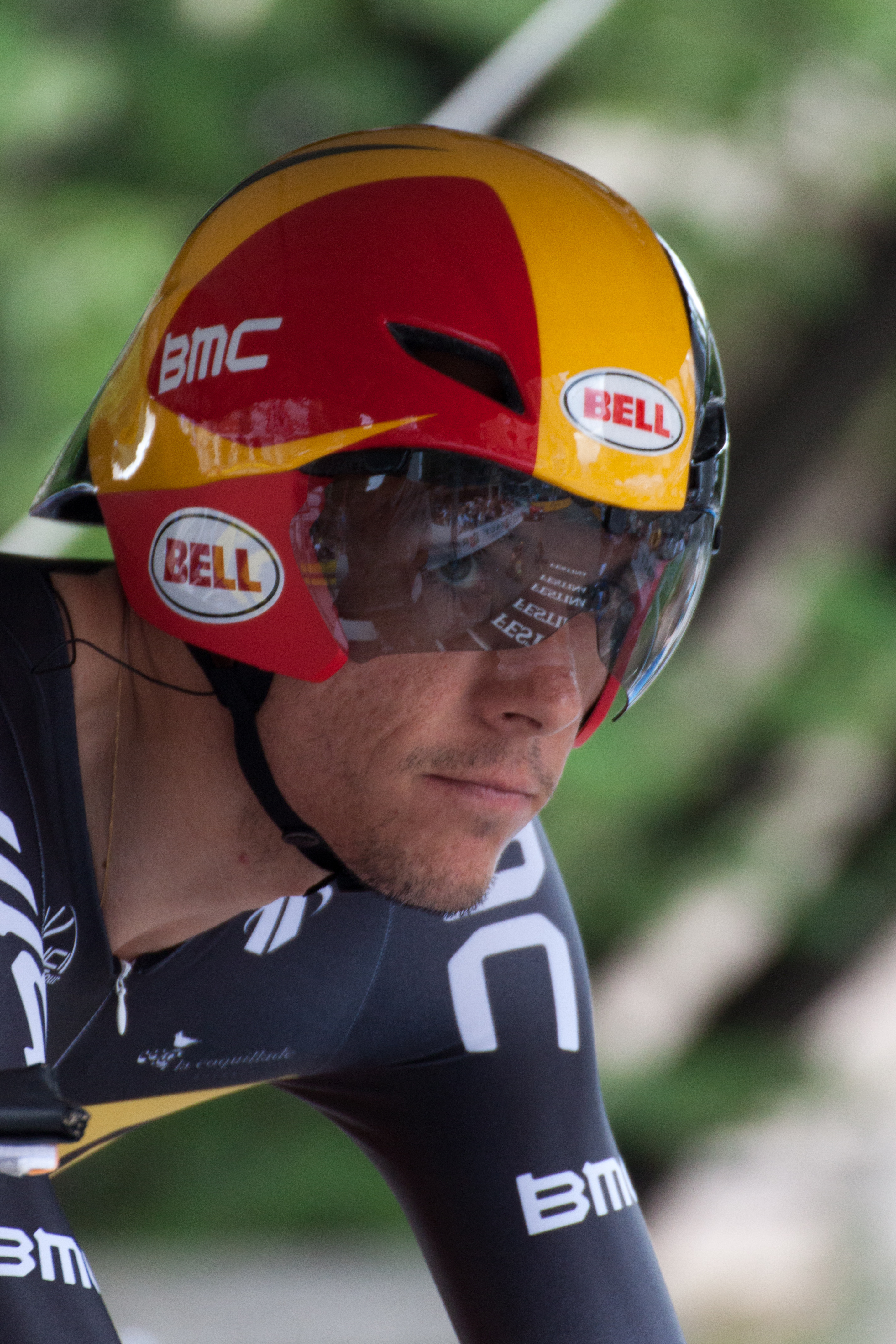
Philippe Gilbert, Critérium du Dauphiné 2012.

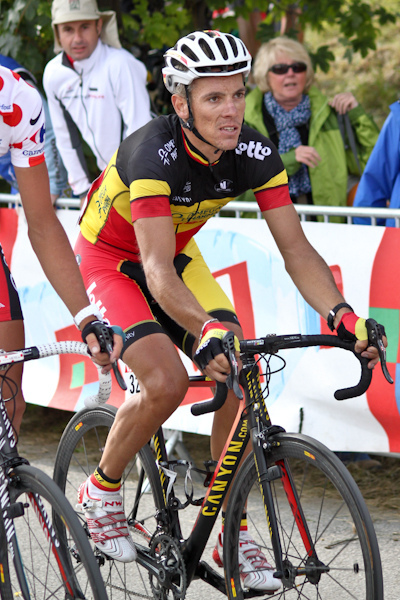
Gilbert under Tour de France 2011.

Philippe Gilbert, född 5 juli 1982 i Verviers, är en belgisk professionell tävlingscyklist. Han blev professionell 2003 och tävlar sedan 2017 för det belgiska stallet Deceuninck–Quick-Step. Gilbert är en endagsspecialist med segrar i många av de stora endagstävlingarna. Mest framstående har han varit i vårklassikerna.

## Karriär

### 2003–2005
Gilbert blev professionell 2003 för det franska UCI ProTour-stallet Française des Jeux. Sin första seger som professionell tog han hem i poängtävlingen och den nionde etappen under Tour de l'Avenir 2003. Året därpå vann han Tour Down Unders tredje etapp framför cyklister som Gene Bates, Robbie McEwen och den dåvarande stallkamraten Baden Cooke. Gilbert vann också Paris-Corrèze.
Gilbert deltog i de Olympiska sommarspelen 2004 och slutade där på 49:de plats. Under säsongen 2005 vann han Trophée des Grimpeurs, Tour du Haut-Var, Polynormande. Med anledning av sina bra resultat i de franska loppen vann han den franska cykelcupen. Han vann också etapper på Dunkirks fyradagars och Tour Méditerranéen. 

### 2006
Gilbert vann Omloop "Het Volk" 2006. Två år senare vann han återigen det belgiska loppet. Gilbert vann också GP de Fourmies och GP de Wallonie under säsongen 2006. Han vann även etapper på Dauphiné Libéré och Eneco Tour of Benelux.

### 2007
Starten på säsongen 2007 blev försenad när malignt melanom upptäcktes på den belgiska cyklistens lår och en operation var nödvändig.
Gilbert och Riccardo Riccò var i en utbrytning under Milano-Sanremo 2007 men blev infångade 1200 meter framför mållinjen. Gilbert tog sin enda seger under säsongen när han vann en etapp på Tour du Limousin. Han var med i en utbrytning under Paris-Tours med Karsten Kroon och Filippo Pozzato, men med 500 meter kvar kom klungan ikapp trion.

### 2008
Säsongen 2008 började Gilbert genom att vinna bergstävlingen i Tour Down Under. Han stod som totalsegrare i 2008 års upplaga av Vuelta a Mallorca och vann även två etapper under tävlingen. Gilbert vann senare Omloop "Het Volk", för andra gången i karriären, genom att attackera med 50 kilometer kvar av tävlingen. I september 2008 slutade Gilbert tvåa på etapp 6 av Vuelta a España efter Paolo Bettini. Han avslutade säsongen genom att vinna höstklassikern Paris-Tours genom en sen utbrytning.

### 2009
Inför säsongen 2009 blev Gilbert kontrakterad av det belgiska stallet Silence-Lotto-Q8. I början av april vann Stijn Devolder Flandern runt, 59 sekunder före tvåan Heinrich Haussler och trean Philippe Gilbert. Belgaren vann etapp 20 av Giro d'Italia 2009 framför fransmannen Thomas Voeckler. I juni vann han etapp 4 på Ster Elektrotoer framför Allan Davis och Borut Bozic. När tävlingen var över stod det klart att Gilbert hade vunnit tävlingen framför Niki Terpstra och Borut Bozic. Gilbert slutade på andra plats i de belgiska nationsmästerskapens linjelopp bakom Tom Boonen. I juli slutade han trea på etapp 3 av Tour de Wallonie framför bakom Matthew Goss och Pavel Brutt.
Gilbert slutade tvåa på etapp 11 av Vuelta a España 2009 bakom den amerikanska spurtaren Tyler Farrar. Han slutade på sjätte plats på världsmästerskapens linjelopp bakom Cadel Evans, Aleksandr Kolobnev, Joaquim Rodriguez, Samuel Sanchez och Fabian Cancellara. Gilbert tog sin fjärde seger för säsongen när han vann den italienska tävlingen Coppa Sabatini framför Giovanni Visconti och Leonardo Bertagnolli. Han vann även höstklassikern Paris-Tours för andra året i rad. Några dagar senare vann Gilbert Giro del Piemonte. Han tog sin fjärde seger i rad när han vann höstklassikern Lombardiet runt framför den olympiska mästaren Samuel Sanchez. Gilbert avslutade säsongen med en sjunde plats på Chrono des Herbiers.

### 2010
Under säsongen 2010 tog Gilbert Omega Pharma-Lottos första seger för året när han vann Amstel Gold Race i april. Han vann även etapp 1 av Belgien runt, där han slutade på fjärde plats i slutställningen. På de belgiska nationsmästerskapens linjelopp slutade Gilbert på andra plats bakom Stijn Devolder. I slutet av juli tog han hem segern i GP José Dubois framför Sébastien Delfosse och Albert Timmer. På den tredje etappen av Vuelta a Espana 2010 attackerade Gilbert från klungan med 500 meter kvar till mål och vann etappen. Han tog över totalledningen i Vueltan och bar ledartröjan fram till etapp 7. Belgaren vann också etapp 19 till Toledo, även den genom en attack i slutet av bansträckningen. Säsongen avslutades med segrar i Giro del Piemonte och Lombardiet runt.

### 2011
Under 2011 stärkte Gilbert åter sitt rykte som endagsspecialist genom att på 8 dagar lyckas vinna tre vårklassiker, Amstel Gold Race, La Flèche Wallonne och Liège-Bastogne-Liège. Tidigare på våren hade han dessutom vunnit Monte Paschi Eroica, och senare på sommaren vann Gilbert endagstävlingen Clásica de San Sebastián efter ett ryck med 3,6 kilometer kvar till mål. Gilbert vann även den första etappen av Tour de France 2011 och han fick köra den andra etappen i gul ledartröja innan Thor Hushovd tog över ledartröjan.

### 2012
Gilbert bytte lag till BMC Racing Team inför säsongen 2012. I La Flèche Wallonne slutade han trea bakom Joaquim Rodriguez och Michael Albasini. Efter en dålig inledning på säsongen 2012, som fram till augusti inte innehöll en enda seger, lyckades Gilbert under Vuelta a España vinna två etapper och en månad senare vann han en av sina största segrar i karriären när han vann världsmästerskapens linjelopp, och får därmed ikläda sig världsmästartröjan säsongen 2013.

## Privatliv
Philippe Gilbert är syskonbarn till den tidigare världsmästarinnan Marie-Rose Gaillard.

## Meriter
2012 -
- 1:a etapp 9 - Vuelta a España
- 1:a etapp 19 - Vuelta a España
- 1:a  Världsmästerskapens linjelopp

2011 -
- 1:a UCI World Tour
- 1:a  Nationsmästerskapens linjelopp
- 1:a  Nationsmästerskapens tempolopp
- 1:a Liège-Bastogne-Liège
- 1:a La Flèche Wallonne
- 1:a Amstel Gold Race
- 1:a Monte Paschi Eroica
- 1:a Etapp 1 Tour de France
- 1:a Clasica San Sebastian

2010 -
- 1:a Amstel Gold Race
- 1:a etapp 3 - Vuelta a España
- 1:a etapp 19 - Vuelta a España
  - Totalledare (efter etapp 3 t.o.m. 7)
  - Poängledare (efter etapp 3 och 6)
  - Kombinationsledare (efter etapp 6 och 7)
- 1:a Giro del Piemonte
- 1:a Lombardiet runt
- 1:a etapp 1 - Belgien runt

2009 – Silence-Lotto
- 1:a, Ster Elektrotoer
  - 1:a etapp 4
- 1:a etapp 20 – Giro d'Italia
- 1:a Coppa Sabatini
- 1:a Paris-Tours
- 1:a Giro del Piemonte
- 1:a Lombardiet runt
- 2:a Belgiska nationsmästerskapen - linjelopp
- 2:a etapp 11 - Vuelta a España
- 3:a – Flandern runt
- 3:a, etapp 3, Tour de Wallonie

2008 – Française des Jeux
- 1:a – Bergspristävlingen, Tour Down Under
- 1:a – Vuelta a Mallorca
  - etapp 1 – Trofeo Mallorca
  - etapp 4 – Trofeo Soller
- 1:a – Omloop "Het Volk"
- 1:a – Le Samyn
- 1:a – Paris-Tours
- 2:a, etapp 6 – Vuelta a España

2007 – Française des Jeux
- 1:a etapp 1 – Tour du Limousin
- 2:a – Belgiska nationsmästerskapen i tempolopp

2006 – Française des Jeux
- 1:a etapp 2 – Dauphiné Libéré
  - Totalledare (efter etapp 2 och 3)
  - Poängledare (efter etapp 2)
  - Kombinationsledare (efter etapp 2 och 3)
- 1:a – Omloop "Het Volk"
- 1:a etapp – Eneco Tour of Benelux mellan Ans och Ans
- 1:a - GP de Wallonie
- 1:a – GP de Fourmies
- 2:a – GP d'Ouverture La Marseillaise
- 2:a – Trophee des Grimpeurs
- 2:a – Le Samyn
- 2:a – GP d'Isbergues

2005 – Française des Jeux
- 1:a, etapp 4 – Dunkirks fyradagars
- 1:a, etapp 2 – Medelhavsloppet, Frankrike
- 1:a – Trophée des Grimpeurs
- 1:a – Tour du Haut-Var
- 1:a – Polynormande
- 70:e totalt – Tour de France
- 2:a – GP de Wallonie

2004 – FDJeux.com
- 1:a overall (gröna ledartröjan) – Paris-Corrèze
- Tour Down Under
  - 1:a – etapp 3
  - 1:a – Under-23 ledare
- 2nd – Paris-Bryssel

2003 – FDJeux.com
- Tour de l'Avenir
  - 1:a – Poängtävlingen
  - 1:a – etapp 9
- 2:a – Tro Bro Leon

## Stall
- fdjeux.com 2003–2008
- Omega Pharma - Lotto 2009–2011
- BMC Racing Team 2012–